# Biserica de lemn din Valea de Jos

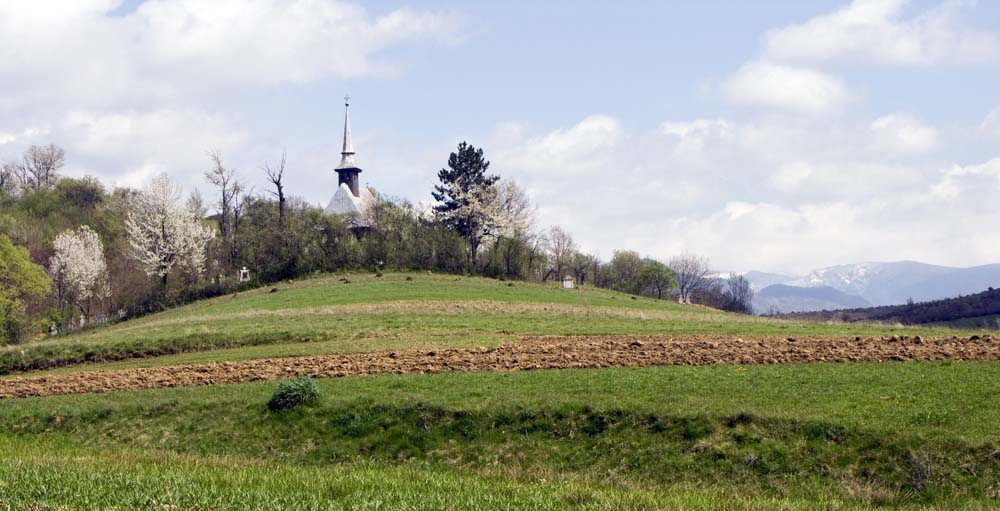
Biserica de lemn din Valea de Jos, 2008

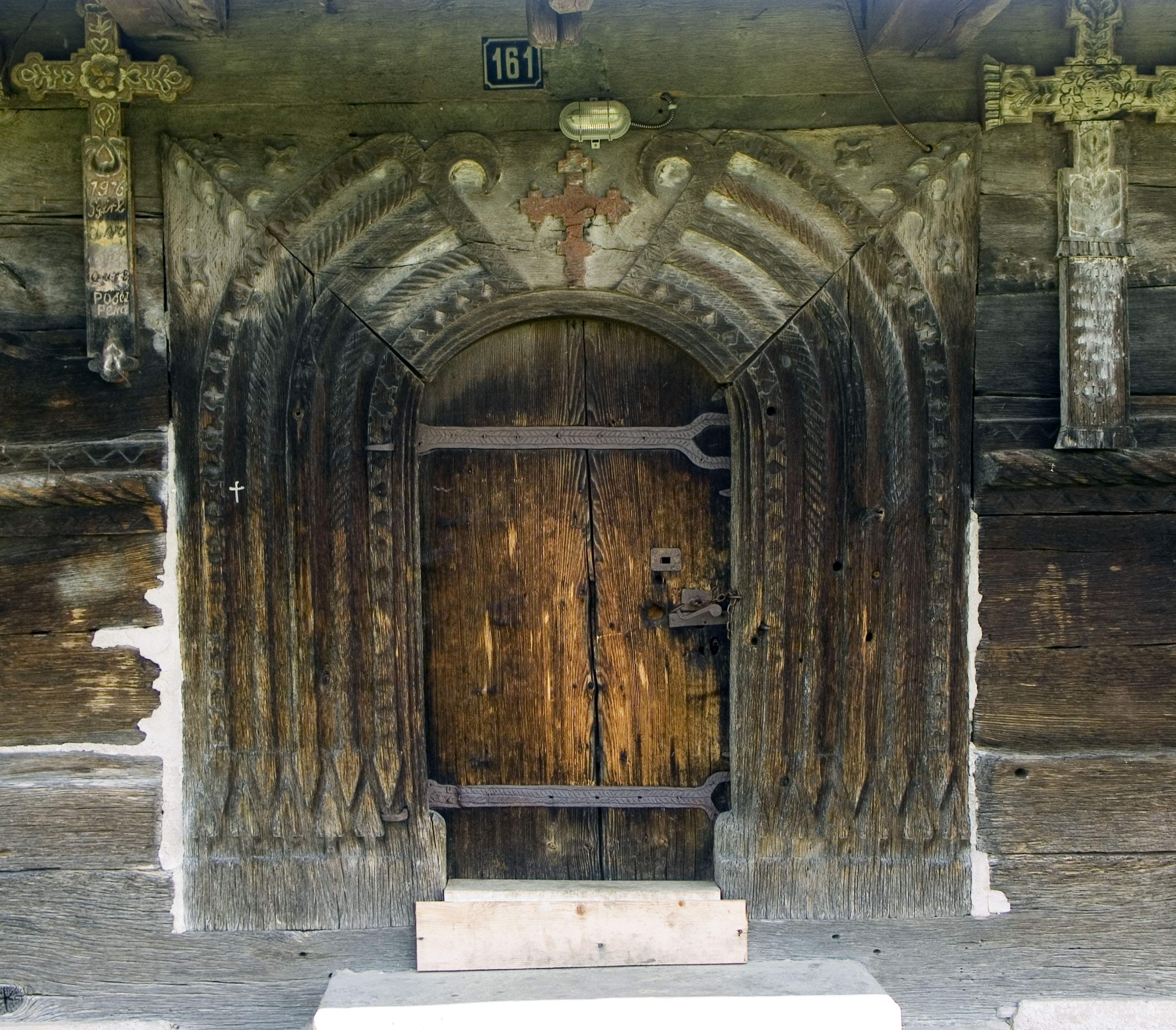
Portalul de la intrare, 2008

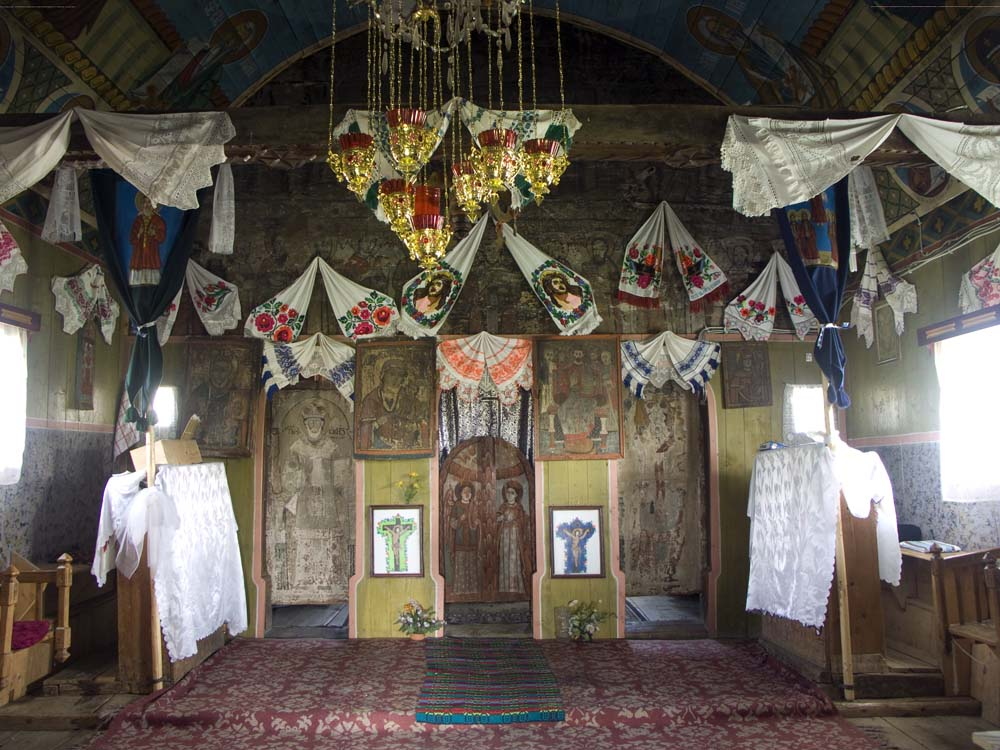
Interiorul navei, spre iconostas, 2008

Biserica de lemn din Valea de Jos se află în localitatea omonimă din județul Bihor și are hramul „Sf. Arhangheli Mihail și Gavriil”. Aceasta este prima din seria de biserici replică având ca model pe cea ridicată în Brădet, una dintre cele mai semnificative realizări din regiune și din întreaga Transilvanie. Biserica de lemn din Valea de Jos a fost ridicată în anul 1734, de un meșter sălăjean, Nicoară Freanțu din Agrij, precum și de fratele meșterului bisericii din Brădet, Gheorghe Petric, venit din Ținutul Abrudului. Acestei biserici îi urmează cele din Ghighișeni și Rieni, inspirate de modelul din Brădet și de copia sa din Valea de Jos. Biserica se află pe noua listă a monumentelor istorice sub codul LMI:  BH-II-m-A-01226.

## Istoric
Începutul acestei biserici este fixat de o pisanie lungă peste intrarea în naos, care reține următoarele: „Ac[e]astă sf[â]tă și D[umne]zăiască besearică eau făcut în zilele împăratului Karlioș [i]ară mitropolit au fost Vitănchie mitropolit creștin și luminatului împărat lui Karlșvuș și eau făcut în sat în Vale Neagra de Gios și toți sătași sau nevoit cu bătreani și cu tin[eri] sau nevoit la acestu lucru d[u]mnzăscu de leau făcut. Iară meșteri au fostu întăe meșter au fost d[i]n ținutulu Ardealului Freanț Nicoară d[i]n sat Agrigiu al doile Pătric Ghiorghie frate Măndruțului - iară de sar afla cineva să găndească cu răutate să sloboază pre ia focu sau altă răotate acel om să fie afurisit de 318 de părinți din Nechie - iar cân[d] sau făcut această sf[â]ntă și d[umne]zăiască besearecă au fost văleatu de la nașterea lui H[risto]s 1734: iară cari preut va sluji întru această sf[â]ntă besearecă să pominească să zică să iarte păcatele meșterilor alui Nicoară și Ghiorghie și tuturor cine sau nevoit de au făcut această sf[â]ntă besearică”.
Așadar biserica a fost ridicată în anul 1734, și nu 1738, așa cum s-a crezut până acum. Prin această corecție de timp se constată că biserica de lemn din Valea de Jos este nu numai asemănătoare ci și consecutivă celei din Brădet, încheiată în anul precedent. Dealtfel meșterul principal din Brădet, Mândruțul, de origine din Ținutul Abrudului, era fratele celui de-al doilea meșter din Valea de jos, semnat Petric Gheorghe.

## Imagini

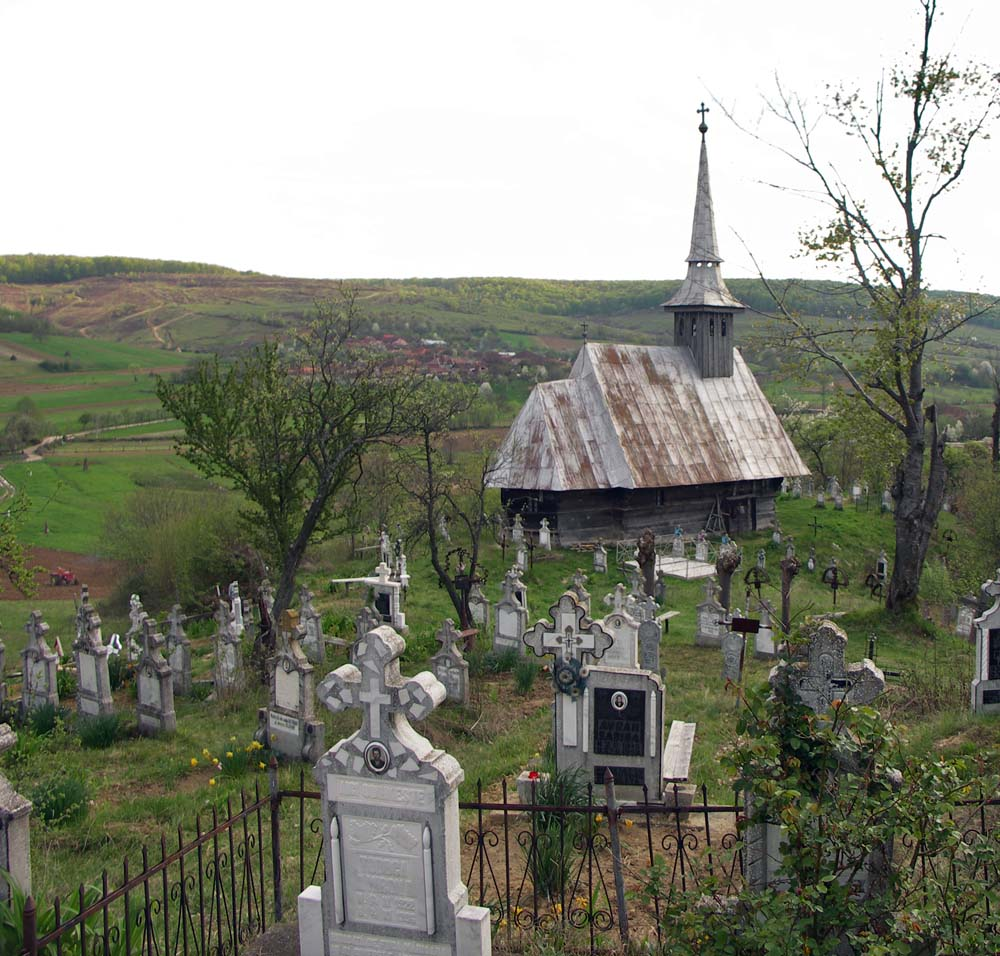
Biserica de lemn în cimitir
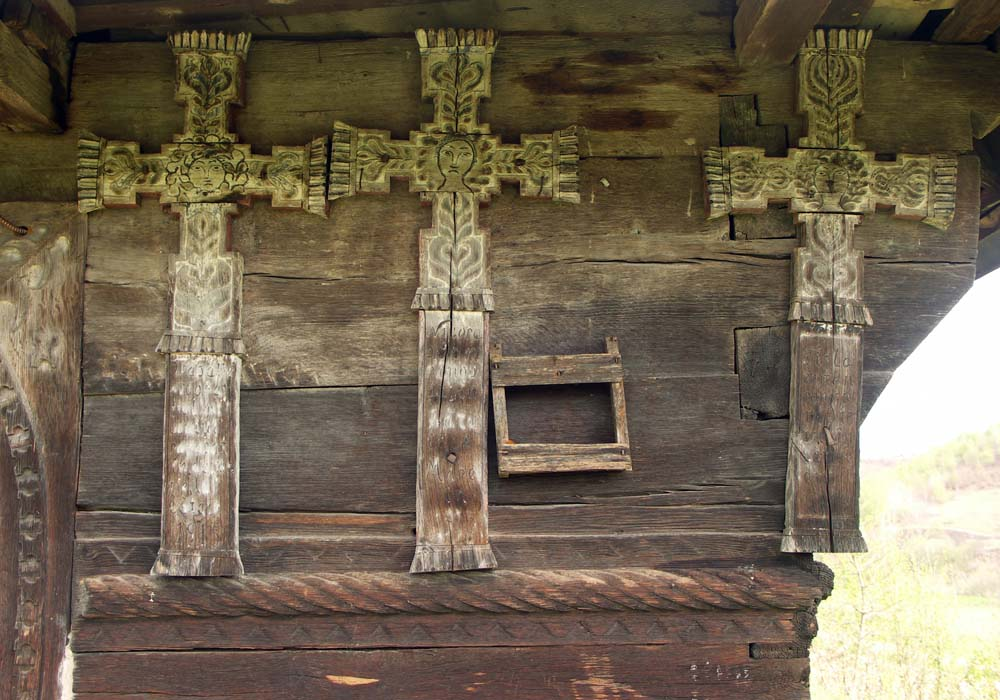
Cruci de eroi pe peretele de vest
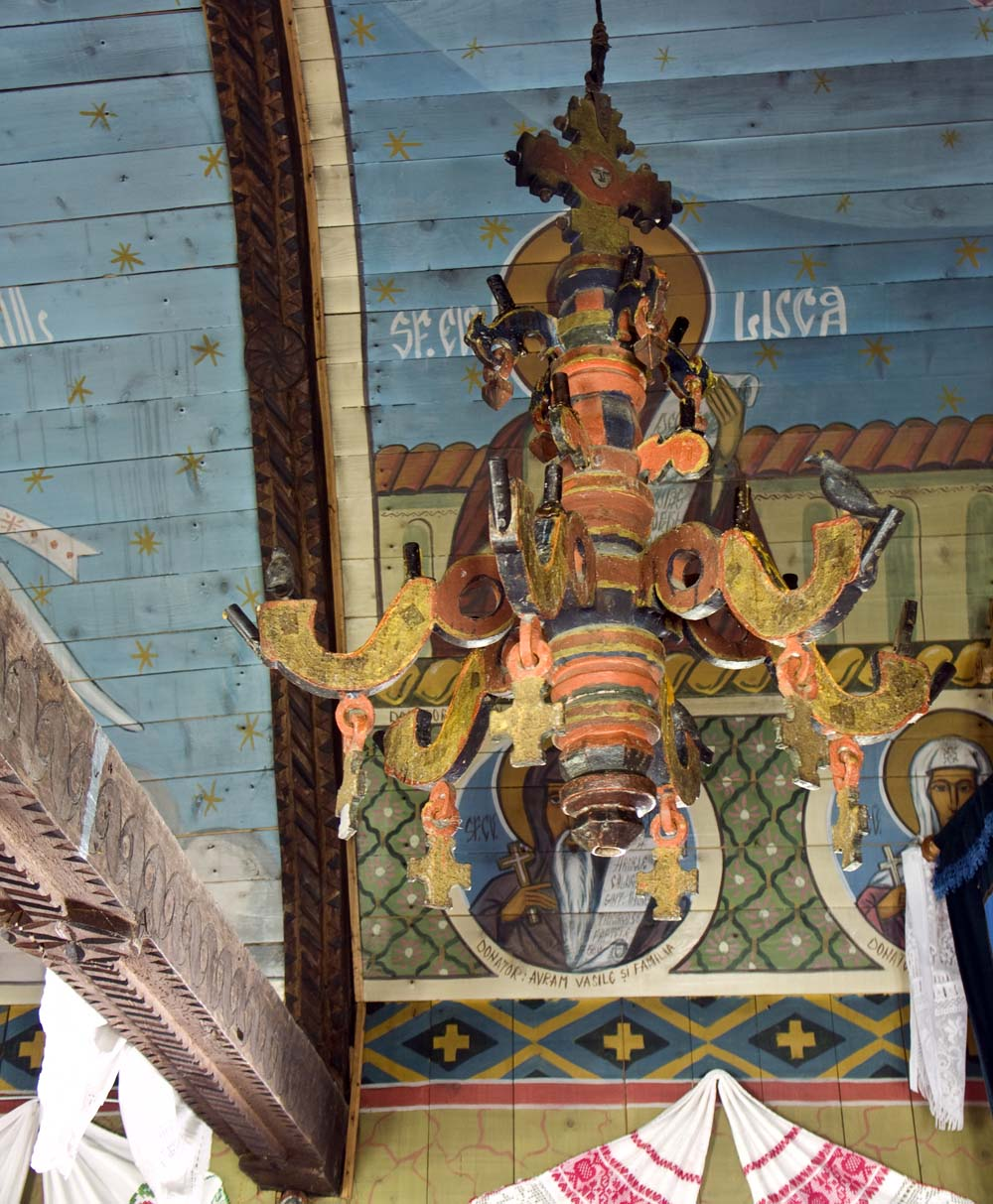
Grinda tirant, arcul butant sub boltă şi candelabrul cu pasărea sufletului
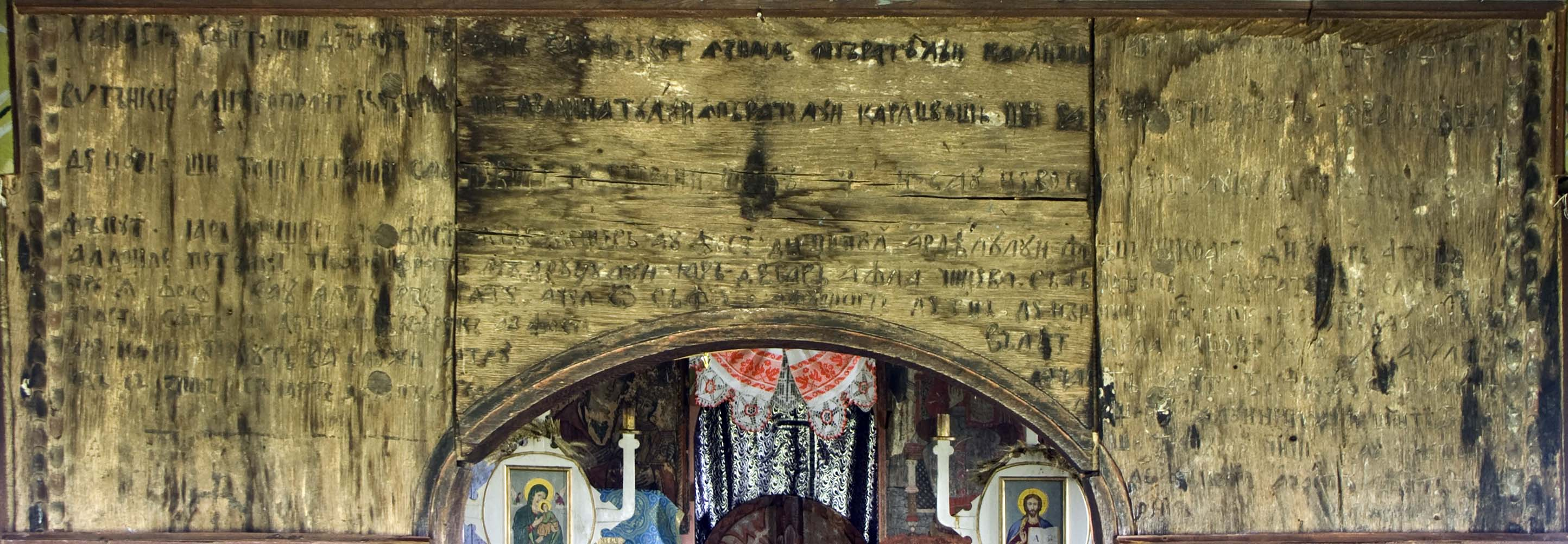
Pisania de la 1734